# ルイージマンションシリーズ
ルイージマンションシリーズは、任天堂発売のアクションアドベンチャーゲームシリーズ。略称は『ルイマン』。

## 概要
任天堂が展開するマリオシリーズの主人公マリオの弟であるルイージが主役を務めるシリーズ。オバケが潜む建物などをルイージが探索し、オバケの研究者オヤ・マー博士が発明した掃除機「オバキューム」などを使ってオバケを退治する。
なお、任天堂発売のソフトでルイージが主役となったのはシリーズ1作目『ルイージマンション』が初めてだが、1993年に海外で発売され任天堂が開発に関与していないソフト『Mario is Missing!』では本シリーズに先駆けてルイージが主役を務めている。

## 主要キャラクター
ルイージ
主人公。臆病な態度を見せながらもオバケ退治の探索を行う。
オヤ・マー博士
オバケ研究の権威で、オバキュームなど作中に登場する数々の発明品の開発者でもある。
マリオ
ルイージの兄。さらわれた末に絵画の中に閉じ込められ、ルイージによる救出を待つ。

## シリーズ作品一覧
| 2001 | ルイージマンション            |
| 2002 |                               |
| 2003 |                               |
| 2004 |                               |
| 2005 |                               |
| 2006 |                               |
| 2007 |                               |
| 2008 |                               |
| 2009 |                               |
| 2010 |                               |
| 2011 |                               |
| 2012 |                               |
| 2013 | ルイージマンション2           |
| 2014 |                               |
| 2015 | ルイージマンション アーケード |
| 2016 |                               |
| 2017 |                               |
| 2018 | ルイージマンション(リメイク)  |
| 2019 | ルイージマンション3           |
| 2020 |                               |
| 2021 |                               |
| 2022 |                               |
| 2023 |                               |
| 2024 | ルイージマンション2 HD        |

| タイトル            | 発売日         | ハード                      | 売上本数 | 売上本数 |
| ------------------- | -------------- | --------------------------- | -------- | -------- |
| ルイージマンション  | 2001年9月14日  | ニンテンドー ゲームキューブ | 60万本   | 333万本  |
| ルイージマンション2 | 2013年3月20日  | ニンテンドー3DS             | 112万本  | 644万本  |
| ルイージマンション3 | 2019年10月31日 | Nintendo Switch             | 146万本  | 1425万本 |

### リメイク・移植
| タイトル               | 発売日        | ハード          | 売上本数 | 売上本数 | 備考                     |
| ---------------------- | ------------- | --------------- | -------- | -------- | ------------------------ |
| ルイージマンション     | 2018年11月8日 | ニンテンドー3DS | 10万本   |          | 開発は、グレッゾが担当。 |
| ルイージマンション2 HD | 2024年6月27日 | Nintendo Switch | 32万本   | 188万本  |                          |

### アーケードゲーム版
| タイトル                      | 発売日        | ハード           | 備考                                                      |
| ----------------------------- | ------------- | ---------------- | --------------------------------------------------------- |
| ルイージマンション アーケード | 2015年6月18日 | アーケードゲーム | ルイージマンション2をベースに制作されたアーケードゲーム。 |

## 関連作品
- マリオカート ダブルダッシュ!! - コースのひとつ「ルイージサーキット」には1作目のエンディングで建てたランクAの本当の家が建っている。また、バトルモードの隠しステージとして登場し、『マリオカート8 デラックス』にも再登場している。
- マリオカートDS - マンションがコースのひとつとして登場し、『マリオカート7』にレトロコースとして再登場している。また、オバキュームデザインのマシンも登場している。
- マリオシリーズのスポーツゲーム - 『マリオテニスGC』、『マリオバスケ 3on3』、『スーパーマリオスタジアム ファミリーベースボール』、『MARIO SPORTS MIX』などで屋敷やその庭園をモデルとした競技場が登場している。
- マリオ&ルイージRPG - オヤ・マー博士が登場し、『ルイージマンション』にあった発明品「オバキューム」と「ゲームボーイホラー」が登場している。また、オバケも登場している。
- マリオ&ルイージRPG2 - 過去のオヤ・マー博士の発言にて、『ルイージマンション』の舞台が「テレサの森」という地名だったことが判明する。
- 大乱闘スマッシュブラザーズX - 隠しステージのひとつとして、本作の屋敷をモデルとした「ルイージマンション」が登場。同ステージの曲のひとつ、およびルイージのテーマ曲としても「ルイージマンションのテーマ」がリメイクされて登場している。『大乱闘スマッシュブラザーズ for Wii U』と『大乱闘スマッシュブラザーズ SPECIAL』にも再登場している。
- 大乱闘スマッシュブラザーズ for Nintendo 3DS / Wii U - ルイージのワザの切り札がオバキュームで近くの敵や物を吸い込み尽くし、まとめて吐き出す「オバキューム」に変更された。続編の大乱闘スマッシュブラザーズ SPECIALでも同様の切り札になっている他、通常ワザでもオバキュームが登場している。